# Vinzenz Lüps
Vinzenz Lüps (ur. 26 lutego 1981 w Monachium) – niemiecki snowboardzista. 

## Kariera sportowa
Jego najlepszym wynikiem olimpijskim jest 9. miejsce w half-pipe’ie na igrzyskach w Turynie. Na mistrzostwach świata najlepszy wynik uzyskał na mistrzostwach w Kreischbergu, gdzie zajął 10. miejsce w Big Air. Najlepsze wyniki w Pucharze Świata osiągnął w sezonie 2002/2003, kiedy to zajął 5. miejsce w klasyfikacji halfpipe’a.
W 2006 r. zakończył karierę.

## Sukcesy

### Igrzyska olimpijskie
| Miejsce | Dzień     | Rok  | Miejscowość | Konkurencja | Zwycięzca   |
| ------- | --------- | ---- | ----------- | ----------- | ----------- |
| 9.      | 12 lutego | 2006 | Turyn       | Halfpipe    | Shaun White |

### Mistrzostwa Świata
| Miejsce | Dzień       | Rok  | Miejscowość | Konkurencja | Zwycięzca     |
| ------- | ----------- | ---- | ----------- | ----------- | ------------- |
| 17.     | 17 stycznia | 2003 | Kreischberg | Halfpipe    | Markus Keller |
| 10.     | 18 stycznia | 2003 | Kreischberg | Big Air     | Risto Mattila |
| 15.     | 21 stycznia | 2005 | Whistler    | Big Air     | Antti Autti   |
| DNS     | 22 stycznia | 2005 | Whistler    | Halfpipe    | Antti Autti   |

### Puchar Świata

#### Miejsca w klasyfikacji generalnej
- 2000/2001 – –
- 2001/2002 – –
- 2002/2003 – –
- 2003/2004 – –
- 2004/2005 – –
- 2005/2006 – 54.

#### Miejsca na podium
1. Whistler – 19 grudnia 2002 (Halfpipe) – 3. miejsce
2. Stoneham – 21 grudnia 2002 (Big Air) – 3. miejsce
3. Stoneham – 21 grudnia 2002 (Halfpipe) – 1. miejsce
4. Tandådalen – 5 grudnia 2003 (Halfpipe) – 3. miejsce
5. Jōetsu – 28 lutego 2004 (Halfpipe) – 3. miejsce
6. Saas-Fee – 21 października 2005 (Halfpipe) – 3. miejsce
7. Whistler – 10 grudnia 2005 (Halfpipe) – 2. miejsce

- W sumie 1 zwycięstwo, 1 drugie i 5 trzecich miejsc.